# John Wesley Harding
John Wesley Harding – ósmy studyjny album Boba Dylana wydany w 1967 roku. Na płycie znajduje się utwór „All Along the Watchtower”. zaliczany do jednej z najważniejszych kompozycji w historii rocka.

## Historia i charakter albumu
John Wesley Harding był pierwszym albumem Dylana od czasu wypadku motocyklowego w lipcu 1966 r. Był prawdopodobnie najbardziej oczekiwanym albumem zarówno przez przemysł rozrywkowy jak i oczywiście przez fanów.
Monochromatyczną okładką album odstawał od barwnych i fantazyjnych okładek tego okresu. Zdjęcie z okładki ustylizowano na wczesne zdjęcia pionierów Dzikiego Zachodu lub jedną z licznych band rabusiów. Oprócz Dylana do zdjęcia pozował lokalny (z Woodstock) farmer-stolarz Charlie Joy oraz dwaj Baulowie ubrani w stroje ludu Baul z Bengalu w Indiach. Baulowie, znani ze swojej szczególnej kultury muzycznej, byli wówczas gośćmi Alberta Grossmana, menedżera Dylana i występowali w Nowym Jorku. Dylan odbył z nimi sesję nagraniową.
Materiał nagrany na albumie okazał się jednak jeszcze bardziej niepokojący niż prosta okładka. Od strony muzycznej prezentował niezwykle minimalistyczną, prostą muzykę nagraną w trio lub kwartecie, będącą pod dużym wpływem muzyki country. Utwory były krótkie, przeważnie poniżej 3 minut. Album prezentował się w klasycznej postaci; na każdej jego stronie znajdowało się 6 piosenek. Wszystkie piosenki (oprócz „The Ballad of Frankie Lee and Judas Priest”) trzymały się ściśle trzyzwrotkowej struktury, tak jakby Dylan specjalnie się zmusił do zachowania maksymalnej prostoty, minimalizmu i odejścia jak najdalej się tylko da od psychodelii Blonde on Blonde.
Zmiany nastąpiły również w warstwie tekstowej. Okres powypadkowego odosobnienia Dylan spędził m.in. studiując Torę i Biblię. W efekcie tego powstał album, który łączył brzmienie wiejskiej Ameryki i jej mity z apokaliptycznymi, biblijnymi wizjami. Szeroka była tematyka utworów; apokaliptyczne wizje („All Along the Watchtower”), religijne alegorie („I Dreamed I Saw St. Augustine” i „The Wicked Messenger”), problemy osobiste („Dear Landlord”), niewiarygodne opowieści („The Ballad of Frankie Lee and Judas Priest”), zabronione miłości („Down Along the Cove”) i diagnozy społeczne („Drifter’s Escape”).
Ze względu na biblijną podstawę tekstów John Wesley Harding jest uważany za pierwszy album rocka biblijnego.

## Znaczenie tytułu
Dylan w swojej wypowiedzi o albumie zaznaczył, że tytuł został wybrany właściwie przypadkowo: „Więc zorientowałem się, że najlepszą rzeczą do zrobienia byłoby wydanie go tak szybko jak to jest możliwe, nazwanie go „John Wesley Harding”. ponieważ to była jedna piosenka, o której miałem pojęcie, o czym ona jest i dlaczego w ogóle jest na albumie”.
Jednak pojawiły się interpretacje, które opierały się na tym, iż Dylan studiował Stary Testament i album miał zdecydowanie biblijny wydźwięk. Dlatego też inicjały tytułu JWH potraktowano jako część niewymawialnego imienia Boga JHWH (Jahweh). Ta interpretacja nawet uległa wzmocnieniu po wydaniu w 1983 r. piosenki „I and I”, która porusza ten temat.

## Wpływy
Zmuszenie się Dylana do oszczędności w swoim stylu poetyckim (a także i muzycznym) zaowocowało znakomitymi tekstami, które otworzyły zupełnie nowe możliwości i dały podstawę poetycką nowej fali twórców, takich jak Joni Mitchell, Jackson Browne i Crosby, Stills, Nash and Young (i każdego z nich osobno). Nawet tak na wskroś psychodeliczna grupa jak Grateful Dead, wydała dwa właściwie akustyczne albumy Workingman’s Dead i American Beauty. Album pośrednio mógł się także przyczynić do zmierzchu psychodelii, która nagle w 1968 r. stała się przedmiotem krytyki.
Album ten, mimo jego odstawania od ówczesnych standardów muzycznych, tekstowych i graficznych, szybko osiągnął drugą pozycję na liście najlepiej sprzedawanych albumów i dał Dylanowi kolejną 5 złotą płytę. I to pomimo tego, że nie był wspierany przez single.
W zestawieniu Top Ten Reviews album zajął miejsce 4 (na 224 albumy) za rok 1967, miejsce 19 (na 5308 albumów) za lata 60. XX wieku, i miejsce 148 (na 455,808 albumów) w ogóle.
W 2003 album został sklasyfikowany na 301. miejscu listy 500 albumów wszech czasów magazynu Rolling Stone.

## Sesja nagraniowa
Sesja ta uważana jest za jedną z najlepszych sesji nagraniowych Dylana. Trwała zaledwie trzy dni.
Sesja pierwsza
- The Drifter’s Escape (5 prób)
- I Dreamed I Saw St. Augustine (4 próby)
- The Ballad of Frankie Lee and Judas Priest

Sesja druga
- All Along the Watchtower (2 wersje)
- John Wesley Harding (2 wersje)
- As I Went Out One Morning (5 prób)
- I Pity the Poor Immigrant (10 prób)
- I Am a Lonesome Hobo (5 prób)

Sesja trzecia
- The Wicked Messenger
- I'll Be Your Baby Tonight
- Down Along the Cove
- Dear Landlord

Nic nie wiadomo aby Dylan nagrał, czy też próbował na tych sesjach nagrać jakikolwiek inny utwór spoza tych, które ukazał się na albumie.
W broszurce do albumu Biograph znajduje się dłuższa wypowiedź Dylana o nagrywaniu tego albumu. Powiedział m.in.
Nagraliśmy ten album i nie widziałem, co z niego zrobić...(...) Więc zorientowałem się, że najlepszą rzeczą do zrobienia byłoby wydanie go tak szybko, jak to jest możliwe (...).

## Lista utworów
| 1.  | John Wesley Harding                        | 2:58  |
|     |                                            |       |
| 2.  | As I Went Out One Morning                  | 2:49  |
|     |                                            |       |
| 3.  | I Dreamed I Saw St. Augustine              | 3:53  |
|     |                                            |       |
| 4.  | All Along the Watchtower                   | 2:31  |
|     |                                            |       |
| 5.  | The Ballad of Frankie Lee and Judas Priest | 5:35  |
|     |                                            |       |
| 6.  | Drifter’s Escape                           | 2:52  |
|     |                                            |       |
| 7.  | Dear Landlord                              | 3:16  |
|     |                                            |       |
| 8.  | I Am a Lonesome Hobo                       | 3:19  |
|     |                                            |       |
| 9.  | I Pity the Poor Immigrant                  | 4:12  |
|     |                                            |       |
| 10. | The Wicked Messenger                       | 2:02  |
|     |                                            |       |
| 11. | Down Along the Cove                        | 2:23  |
|     |                                            |       |
| 12. | I'll Be Your Baby Tonight                  | 2:34  |
|     |                                            |       |
|     |                                            | 38:24 |
|     |                                            |       |

## Muzycy
- Bob Dylan – śpiew, gitara, harmonijka, pianino
- Charlie McCoy – gitara basowa
- Kenneth Buttrey – perkusja
- Pete Drake – elektryczna gitara hawajska

## Opis płyty
- Producent – Bob Johnston
- Studio i miejsce nagrania – Columbia Music Row Studios, Nashville, stan Tennessee.
- Data nagrania:

sesja pierwsza – od 17 do 18 października 1967
sesja druga – 6 listopada 1967
sesja trzecia – 21 listopada 1967
- Inżynier – Charlie Bragg
- Czas – 38:29 (zależnie od wersji)
- Data wydania – 27 grudnia 1967
- Firma nagraniowa – Columbia
- Numer katalogowy – CL 2804 (winyl)
- Wznowienie – CK 9604 (CD)

## Listy przebojów

### Album
| Rok  | Lista                          | Pozycja |
| ---- | ------------------------------ | ------- |
| 1967 | Billboard USA. Albumy popowe   | 2       |
| 1967 | Wielka Brytania. Albumy popowe | 1       |